# Tandon
Tandon is een historisch merk van motorfietsen en bromfietsen.
Tandon Motors Ltd., later Indian Commerce & Industries Ltd., London en Tandon Motors Ltd., Watford, Hertfordshire (1948-1957).
Engels merk dat motorfietsen met 123- tot 322 cc Villiers- en British Anzani-blokken maakte. In het laatste jaar kwam een bromfiets met de typenaam Talbot op de markt, die een Trojan-motor had.